# سلافيانسك-نا-كوباني
سلافيانسك-نا-كوباني (بالروسية: Славянск-на-Кубани) هي إحدى مدن روسيا في الكيان الفدرالي الروسي كراسنودار كراي. يبلغ عدد سكانها 64,721 نسمة (2013).

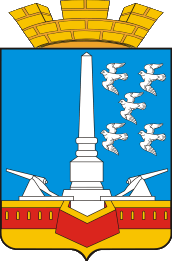

## أعلام
- أليكسي ميرانتشوك
- أنطون ميرانتشوك